# Rafael del Riego Villaverde
Rafael Juan María del Riego Villaverde (Gijón, Asturias, España, 12 de julio de 1949-ib., 15 de noviembre de 2013) fue un futbolista español que jugaba como defensa. Era nieto de Senén Villaverde Lavandera, uno de los jugadores del Sporting Gijonés —actual Real Sporting de Gijón— de 1905.

## Trayectoria
Del Riego jugó en el equipo juvenil del Colegio de la Inmaculada antes de incorporarse al Real Sporting de Gijón en la temporada 1970-71. Permaneció en el equipo durante dos campañas, con cesiones temporales al C. D. Ensidesa, al Real Oviedo y a la Cultural y Deportiva Leonesa.

## Selección nacional
Fue internacional con la selección de fútbol universitaria de España, con la que consiguió un subcampeonato de Europa.